# Транупара
Транупара (на латински: Tranupara; на македонска литературна норма: Транупара) е късноантичен и средновековен източноримски град.

## Идентификация
Точната локация на Транупара е неясна. Градът фигурира на Пойтингеровата карта на 50 мили от Пауталия и на 30 мили от Астибо, което според Иван Микулчич съответства точно на крепостта Големо градище над село Конюх, където са открити Конюшката базилика и Конюшката ротонда. Виктор Лилчич също идентифицира Транупара с Големо градище. Според други мнения е около Горно Кратово.
Марян Йованов, който тръгва от некоригирания вариант на Пойтингеровата карта смята, че Транупара е археологическият обект край Крупище, където е открита Крупищката базилика, а Винишкото кале е античният град Астибо.